# Garth Tander

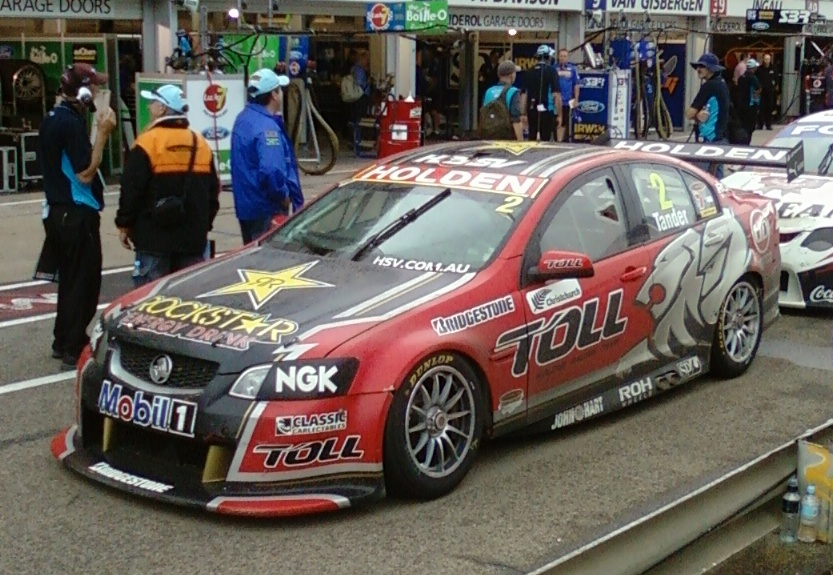
Tanders Holden VE Commodore under 2011 års säsong.

Garth Tander, född den 31 mars 1977 i Perth, är en australisk racerförare.

## Racingkarriär
Tander vann Formel Ford i Australien 1997, och gick sedan vidare till att köra standardvagnar eftersom han inte kunde skaffa tillräcklig finansiering för en formelbilskarriär. Han slog igenom 2000, då han vann Bathurst 1000 km, och sedan blev tvåa i mästerskapet. Ett antal dåliga år följde, då Tander inte kunde visa samma fina potential som tidigare. Inför 2005 bytte Tander därför till HSV Dealer Team, och blev direkt sexa i mästerskapet, och följde upp det genom att bli fyra 2006, och genom att ta hem en stenhård säsong 2007 mellan honom och stjärnskottet Jamie Whincup. Främsta anledningen till segern var hans två trippelsegrar, och hans tretton individuella segrar under säsongen. Whincup slog honom nästan tack var två endurancesegrar (som ger fler poäng), men Tander höll undan och vann med två poängs marginal.
Efter det bytte han till Holden Racing Team och gjorde succé jämfört med vad de hade lyckats året innan; och hade med några omgångar kvar chansen att bli den förste fabriksförare som vinner titeln för HRT sedan Mark Skaife 2002. Han slutade dock på en tredjeplats efter en svacka under hösten.

## V8 Supercar

### Segrar
| Nr | Omgång             | År   |
| -- | ------------------ | ---- |
| 1  | Ipswich            | 1999 |
| 2  | Phillip Island     | 2000 |
| 3  | Adelaide           | 2000 |
| 4  | Bathurst 1000      | 2000 |
| 5  | Symmons Plains     | 2005 |
| 6  | Ipswich            | 2006 |
| 7  | Symmons Plains     | 2006 |
| 8  | Barbagallo         | 2007 |
| 9  | Ipswich            | 2007 |
| 10 | Surfers Paradise   | 2007 |
| 11 | Phillip Island     | 2007 |
| 12 | Hamilton           | 2008 |
| 13 | Winton             | 2008 |
| 14 | Phillip Island 500 | 2008 |
| 15 | Oran Park          | 2008 |